# 水野かね
水野 かね（みずの かね、生没年不詳）とは明治時代の東京の地本問屋。

## 来歴
明治年間に東京府日本橋区通4丁目4番地において地本問屋を営業している。明治14年（1881年）に歌川芳虎の大判3枚続の錦絵「第二回内国勧業博覧会館内列品ノ図」を出版したことが知られる。